# Kapus (hegy)
A Kapus a Déli-Hargita egyik legmagasabb hegye, egy egykori rétegvulkán maradványa. A tetőre nem vezet jelzett turistaösvény.